# Miss Zuid-Afrika

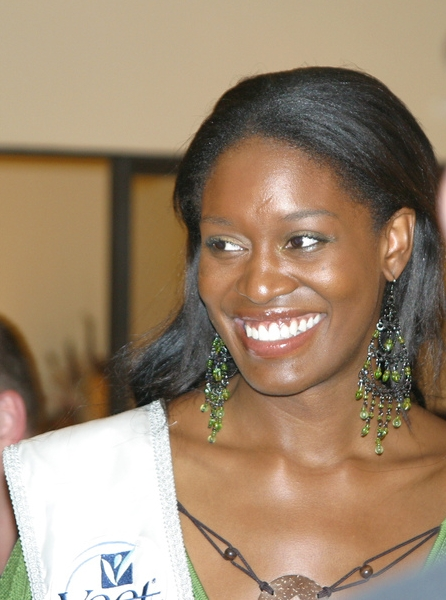
Nokuthula Sithole, Miss 2005

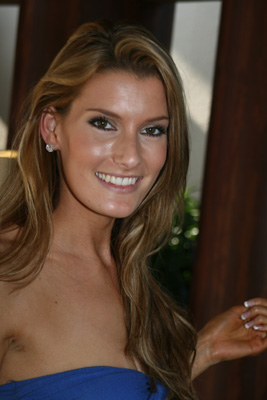
Megan Coleman, Miss 2006

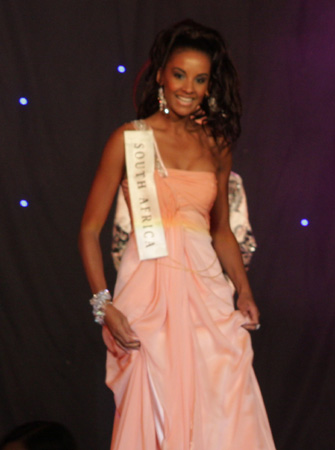
Tansey Coetzee,Miss 2007

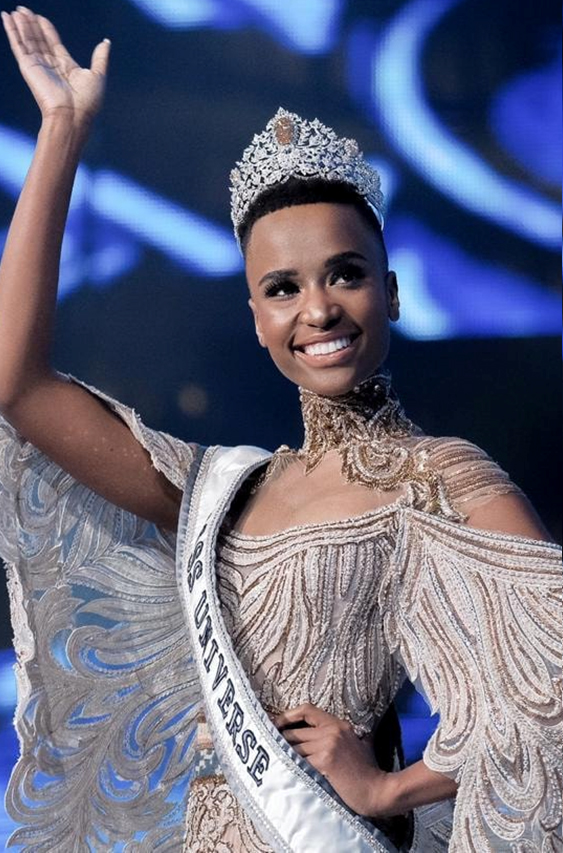
Zozibini Tunzi, Miss 2019 en Miss Universe 2019

Miss Zuid-Afrika (Afrikaans: Mejuffrou Suid-Afrika, Engels: Miss South Africa) is de jaarlijkse nationale schoonheidswedstrijd in Zuid-Afrika sinds 1956.
De winnares (in sommige gevallen de runner-up) heeft Zuid-Afrika altijd vertegenwoordigd tijdens de verkiezingen voor Miss World. Sinds 1998 vertegenwoordigt ze Zuid-Afrika ook tijdens de verkiezing van Miss Universe; hier werden in eerdere instantie andere verkiezingen voor gehouden.

## Lijst van winnaressen
- 1952: Catherine Edwina Higgins
- 1953: Ingrid Mills
- 1954: Geen verkiezing
- 1955: Geen verkiezing
- 1956: Norma Vorster
- 1957: Adele Kruger
- 1958: Penelope Ann Coelen
- 1959: Moya Meaker
- 1960: Denise Muir
- 1961: Yvonne Hulley
- 1962: Yvonne Ficker
- 1963: Louise Crous
- 1964: Vedra Karamitas
- 1965: Carol Davis
- 1966: Joan Carter
- 1967: Disa Duivenstein
- 1968: Mitzi Stander
- 1969: Linda Colett
- 1970: Jillian Jessup
- 1971: Monica Fairall
- 1972: Stephanie Reynecke
- 1973: Shelly Latham
- 1974: Anneline Kriel: Miss Universe 1974
- 1975: Vera Johns
- 1976: Lynne Massyn
- 1977: Vanessa Wannenburg
- 1978: Yolanda Kloppers
- 1979: Karen Sickle
- 1980: Sandy McCrystal
- 1981: Linda Phillips
- 1982: Sandra De Meyer
- 1984: Lorna Potgieter
- 1985: Andrea Stelzer
- 1986: Sandy McCormack
- 1987: Wilma van der Byl
- 1988: Janine Botbyl
- 1989: Michelle Bruce
- 1990: Suzette van der Merwe
- 1991: Diana Tilden-Davis: 3de plaats Miss World
- 1992: Amy Kleinhans
- 1993: Jacqui Mofokeng
- 1994: Basetsana Makgalamele
- 1995: Bernalee Daniel
- 1996: Peggy-Sue Khumalo
- 1997: Kerishne Naicker
- 1998: Sonia Raciti: 3de plaats Miss World
- 1999: Heather Hamilton
- 2000: Jo-Ann Strauss
- 2001: Vanessa Carreira
- 2002: Cindy Nell
- 2003: Joan Ramagoshi
- 2004: Claudia Henkel
- 2005: Nokuthula Sithole
- 2006: Megan Coleman
- 2007: Tansey Coetzee
- 2008: Tatum Keshwar: 3de plaats Miss World
- 2009: Nicole Flint
- 2010: Bokang Montjane
- 2011: Melinda Bam
- 2012: Marilyn Ramos
- 2014: Rolene Strauss: Miss World 2014
- 2015: Liesl Laurie
- 2016: Ntandoyenkosi Kunene
- 2017: Demi-Leigh Nel-Peters: Miss Universe 2017
- 2018: Tamaryn Green: 2de plaats Miss Universe 2018
- 2019: Zozibini Tunzi: Miss Universe 2019
- 2020: Shudufhadzo Musida
- 2021: Lalela Mswane: 3de plaats Miss Universe
- 2022: Ndavi Nokeri
- 2023: Natasha Joubert
- 2024: Mia le Roux